# سایرانوو
سایرانوو (انگلیسی: Sayranovo) یک شهرک در شهرستان ایشیمبایسکی استان باشقیرستان کشور روسیه است.